# Bettina Hein
Bettina Hein (* 8. Februar 1974 in Berlin) ist eine Schweizer Unternehmerin. Sie ist Gründerin mehrerer Unternehmen, darunter Svox und Pixability. Hein ist auch bekannt als Jurorin und Investorin der Schweizer Ausgabe der TV-Sendung Die Höhle der Löwen. Sie ist Mitautorin des Buches "Video Marketing For Dummies".

## Familie und Ausbildung
Ihre Eltern ließen sich scheiden, als sie fünf Jahre alt war, und Heins Mutter emigrierte in die USA. Hein besuchte die Schule in South Carolina und Florida.  Nach ihrer Rückkehr nach Deutschland legte sie 1993 ihr Abitur an der Sankt-Lioba-Schule Bad Nauheim ab.
Sie studierte Rechtswissenschaften an der Universität Konstanz und Wirtschaftswissenschaften an der Universität St. Gallen. Später absolvierte sie Weiterbildungen am Massachusetts Institute of Technology (MIT) und dem Georgia Institute of Technology.
Hein ist verheiratet mit Andreas Goeldi. Das Paar lebt mit seinen zwei Kindern in St. Gallen.

## Unternehmertum
Nach ihren Studien in Konstanz und St. Gallen gründete Hein zusammen mit Forschern der ETH Zürich im Jahr 2000 die Sprachtechnologie-Firma Svox. Das Unternehmen wurde 2011 für 125 Millionen US-Dollar an das amerikanische Unternehmen Nuance Communications verkauft.
Während ihrer Weiterbildung am MIT in Boston gründete Hein 2008 die Firma Pixability. Die Firma bietet Software, um Werbekampagnen auf YouTube und ähnlichen Kanälen zu optimieren. Zu den Kunden gehören Grossunternehmen wie Swatch, Bose, L’Oréal, und Puma. 2018 übergab Hein die CEO-Funktion an David George und ist seitdem als Präsidentin des Verwaltungsrats tätig.
Zurück in der Schweiz gründete Hein das Technologieunternehmen juli health. Mit einer App will das Unternehmen Menschen mit chronischen Krankheiten helfen, ihre Gesundheitsdaten wie Laborwerte und Bewegung zu vernetzen, um so Beschwerden besser zu managen.

## Auszeichnungen
Hein wurde im Verlauf ihrer Karriere mit einer Reihe von Awards ausgezeichnet. 2012 wurde sie vom Boston Business Journal zu einer der "40 unter 40" ernannt. Im selben Jahr erhielt sie den L’Oréal NEXT Generation Award. Das Weltwirtschaftsforum (WEF) zeichnete sie 2014 als "Young Global Leader" aus. 2018 erhielt sie den "Immigrant Entrepreneur of the Year Award".